# Violante del Cielo
Violante del Cielo (Lisboa, 30 de mayo de 1607 - Ibídem, 28 de enero de 1693), nacida como Violante de Ávila da Silveira Montesinos, fue una religiosa dominica y escritora en lengua portuguesa y castellana.

## Biografía
Violante de Ávila da Silveira Montesinos, conocida como Sor Violante del Cielo, Violante do Ceo o Violante do Céu, nació el 30 de mayo de 1607 en Lisboa. Sus padres eran Manuel Siveira Montseinos (Montesino) y Helena da França de Ávila, una mujer procedente de una influyente familia vinculada a la nobleza portuguesa.
Ya desde su infancia, sor Violante recibió una gran formación cultural y mostró un talento para la litetatura. De hecho, según el testimonio del padre Francisco de Santa María, con solo doce años representó ante Felipe III una comedia de su autoría titulada La transformación por Dios que, como ocurre con otras piezas de la autora, no se conserva.
El 29 de agosto de 1630, a los 29 años, ingresó en el convento dominico de Nossa Senhora del Rosário. Sobre la toma de esta decisión, algunos estudiosos han apuntado que podría estar propiciada por un desengaño amoroso; concretamente, sor Violante habría decidido profesar cuando su abuelo (que había asumido las funciones paternas tras la muerte de Silveira Montesinos) decidió rechazar la petición de mano realizada por Paulo Gonçalves de Andrade. 
En cualquier caso, parece que la vida de sor Violante intra muros se desarrolló con una intensa actividad social y cultural. En el convento recibió visitas de amistades entre las que se contaban artistas y personalidades como Manuel de Faria e Sousa, Miguel Botelho de Carvalho o António Figueira Durão, que le dedicaron textos en el Proemio a sus Rimas Varias.
El 28 de enero de 1693, a los ochenta y cinco años, sor Violante del Cielo murió en el convento donde había pasado la mayor parte de su vida.

## Obra
La obra de sor Violante resulta particular dentro de la historia de la literatura portuguesa por ser la segunda mujer de este territorio que logró publicar una obra propia; la primera en hacerlo había sido Bernarda Ferreira de Lacerda, con su España Libertada. Igual que Ferreira, Violante escribió parte de su obra en castellano, para lo cual hay que tener en cuenta que Portugal permaneció unido a España desde 1580 hasta 1640. El bilingüismo fue corriente en otros autores contemporáneos como Gil Vicente, Sá de Miranda o Francisco Manuel de Melo. De hecho, Violante siguió usando las dos lenguas incluso después de la independencia portuguesa.
La obra de sor Violante es extensa y, en su mayor parte, la autora pudo verla publicada en vida. Resultó crucial la publicación de su primer libro completo, Rimas varias de la madre Soror Violante del Cielo, religiosa en el monasterio de la Rosa de Lisboa. Dedicadas al Excelentísimo señor Conde Almirante, y por su mandado, sacadas a la luz, publicado en Ruan, en la Imprenta de Maurry, en 1646. En él se presentan 97 poemas, sesenta de los cuales son de contenido amoroso y muchos de ellos escritos en español.
Antes de la publicación de estos poemas ya habían aparecido otros textos de sor Violante, como la canción dedicada a Lope de Vega con motivo de la muerte de este en 1635 (Si crédito, si gloria). A lo largo de su vida la autora iría produciendo varias piezas similares, pero será tras su muerte cuando aparezca su segundo volumen propio, Parnaso lusitano de divinos, e humanos versos (1733).
Con respecto a su contenido, la obra de sor Violante del Cielo ha llamado la atención por lo encendido de algunos de sus poemas y por la exaltación de un erotismo poco habitual en autoras de su tiempo. A veces, estas expresiones amorosas parecen dirigidas a alguien real, llamado ocultamente como Silvano o Lauso, que probablemente sería Paulo Gonçalves de Andrade. A pesar de esta vertiente en su obra, en algunas composiciones incluidas en el Parnaso se lamenta por haber escrito poesía amorosa en su pasado, mostrando posteriormente predilección por la dedicada al amor divino. Junto con esta temática, también se cuentan entre sus poemas un gran número de panegíricos: elegías a amigas desaparecidas, poemas dedicadas a compañeras o adulación de grandes personajes.